# DVB-T
DVB-T (angleški akronim za Digital Video Broadcasting - Terrestrial), slovensko digitalna zemeljska radiodifuzija je vrsta digitalne televizije. 
Signal se oddaja z oddajnikov na zemlji, prenaša pa se živa slika, zvok ter dodatne informacije v digitalni obliki (MPEG stream, s pomočjo COFDM modulacije) preko radijskega signala.

## DVB-T v Sloveniji
Eksperimentalno oddajanje DVB-T z MPEG-2 kodiranjem se je začelo leta 2001 s Krima. Leta 2007 je slovenska vlada določila oddajanje v standardu MPEG-4, po odobritvi Agencije za pošto in elektronske komunikacije.
Radiotelevizija Slovenija je na javnem razpisu izbrala slovensko podjetje Elti, ki proizvaja analogne in digitalne oddajnike. Poskusno MPEG-4 oddajanje je potekalo tri mesece, oddajan je bil 1. program TV Slovenija. Po testu je bilo oddajanje razširjeno na TV Slovenija 2. Jeseni 2007 je RTV Slovenija začel oddajati tretji, parlamentarni program. Testno oddajanje HDTV z AC-3 zvokom je potekalo med Olimpijskimi igrami 2008. Tudi Zimske olimpijske igre 2010 so bile oddajane v HD.
Obratujeta 2 multipleksa - A in C, katerih operater je Radiotelevizija Slovenija. Do umika podjetja Norkring iz Slovenije konec leta 2011 je obstajal multipleks B.

### Multipleks A
V njem se nahajajo nacionalni programi ter regionalni programi s statusom posebnega pomena.

Oddaja na kanalih 27, 28, 29 in 32 (območje Zahod) ter kanalih 27, 32 in 39 (območje Vzhod in Center).
- TV Slovenija 1 HD
- TV Slovenija 2 HD
- TV Slovenija 3 HD
- TV Maribor
- TV Koper - Capodistria
- Vaš kanal (območje Center)

### Multipleks C
RTV Slovenija od 1. 2. 2024 ne upravlja več z multipleksom C.
V njem se nahajajo komercialni programi. Vsi programi v tem multipleksu so kodirani, z izjemo Golica TV, Nova24TV in Obvestilo C. 

Oddaja na kanalih 22, 37, 38 in 39.
- TV Veseljak
- Nova24TV
- Fox Life
- Fox Crime
- Fox Movies
- National Geographic
- Viasat History
- Pop TV
- Kanal A
- Brio
- Kino
- Oto
- Obvestilo C [2]

### Lokalni multipleksi[3]
- Multipleks L1: kanal 29 (območje Litije)
  - ATV Signal
- Multipleks L2: kanal 43 (območje Murske Sobote)
  - Televizija AS
- Multipleks L4: kanal 35[4] (območje med Ravnami na Koroškem in Celjem)
  - VTV